# البنفسج الأبيض الحلو
فيولا بلاندا ، التي تسمى عادة البنفسج الأبيض الحلو ، هي نبات معمر مزهر في عائلة البنفسج ( فيولاسيا ). يعود اصلها إلى أجزاء من جنوب شرق وجنوب وسط كندا وشرق وشمال ووسط، الولايات المتحدة الأمريكية . موطنها الطبيعي في غابات ميسية باردة. 

## وصف
البنفسجي الأبيض الحلو ينمو من 6 إلى 12 بوصة. أنها تنمو الزهور البيضاء الصغيرة في الربيع وبداية الصيف. بتلات أقل لها عروق أرجوانية. غالباً ما تكون الملتوية العليا بتلات أو منحنية للخلف. سيقان هي مسحة المحمر. وهي تنمو 1-2 بوصة أوراق طويلة على شكل قلب مع عدد قليل من الشعر المتناثرة.
أظهر البنفسج الأبيض قدرة ضعيفة على الاستجابة لتغير المناخ من خلال تحويل وقت ازدهارها في بعض المناطق من مداها. [بحاجة لمصدر]